# 科斯托馬里夫卡
47°49′11″N 32°6′53″E / 47.81972°N 32.11472°E
科斯托馬里夫卡（烏克蘭語：Костомарівка），是烏克蘭中部的村莊，隸屬基洛夫格勒州的克羅皮夫尼茨基區。該村面積0.72平方公里，海拔高度104米，2001年人口489，人口密度每平方公里678.2人。